# Christopher Butler
Christopher Butler, O.S.B. (7 de maio de 1902 - 20 de setembro de 1986), foi um convertido da Igreja da Inglaterra para a Igreja Católica Romana, um monge beneditino, depois bispo e um estudioso bíblico.
Após sua Profissão Solene como monge e sua Ordenação como padre Católico Romano, ele se tornou o 7º Abade de Downside, o Abade Presidente da Congregação Beneditina Inglesa, um Bispo Auxiliar de Westminster, um estudioso das escrituras respeitado internacionalmente, um defensor consistente da prioridade do Evangelho segundo Mateus e o preeminente Padre Conciliar de língua inglesa no Concílio Vaticano II (1962-1965).

## Vida religiosa
Basil Edward Christopher Butler nasceu em 1902 em uma família de comerciantes de vinho,  Butler estudou na Reading School antes de ir para o St John's College, em Oxford. Ele então lecionou por um ano no Brighton College.
Em 1928, Butler, tendo sido previamente batizado na Igreja da Inglaterra, foi recebido em plena comunhão com a Igreja Católica Romana. No ano seguinte, tornou-se monge da comunidade beneditina da Abadia de Downside, uma casa da Congregação Beneditina Inglesa, e foi ordenado sacerdote lá em 1933. Em 1946, a comunidade o elegeu abade, cargo que permaneceu por vinte anos até sua consagração em 1966 como bispo titular de Nova Barbara e bispo auxiliar do cardeal John Carmel Heenan na Arquidiocese de Westminster.

## Carreira acadêmica
Os interesses e competências de amplo alcance de Butler incluíam teologia, espiritualidade, oração contemplativa, ecumenismo, os Padres da Igreja e o diálogo com contemporâneos como o Revd Dr Bernard Lonergan. Ele escreveu The Church and Infallibility: A Reply to the Abridged "Salmon", em resposta às críticas de George Salmon à infalibilidade papal e à infalibilidade da Igreja.
Defendendo, como seu antecessor, o abade John Chapman e seus companheiros monges, Dom Bernard Orchard e Dom Gregory Murray, a prioridade tradicionalmente mantida do Evangelho segundo Mateus, Butler publicou uma crítica à hipótese dos dois documentos e um estudo sobre a dívida do Evangelho segundo Lucas para com o Evangelho segundo Mateus (cf. Problema Sinóptico).

## Papel no Vaticano II
Foi em sua qualidade de Abade Presidente (1961-1966) da Congregação Beneditina Inglesa e como um notável estudioso das escrituras, que Butler foi chamado a Roma para participar do Concílio Vaticano II (1962-1965). Ele foi um dos talvez duas dúzias de "homens que fizeram o Concílio", contribuindo, muitas vezes em latim fluente, para muitos dos documentos do Concílio, por exemplo, a Constituição Dogmática sobre a Revelação Divina (Dei verbum), que ele considerava como seu próprio alicerce, e posteriormente foi um forte defensor dos ensinamentos do Vaticano II.